# Heiðr

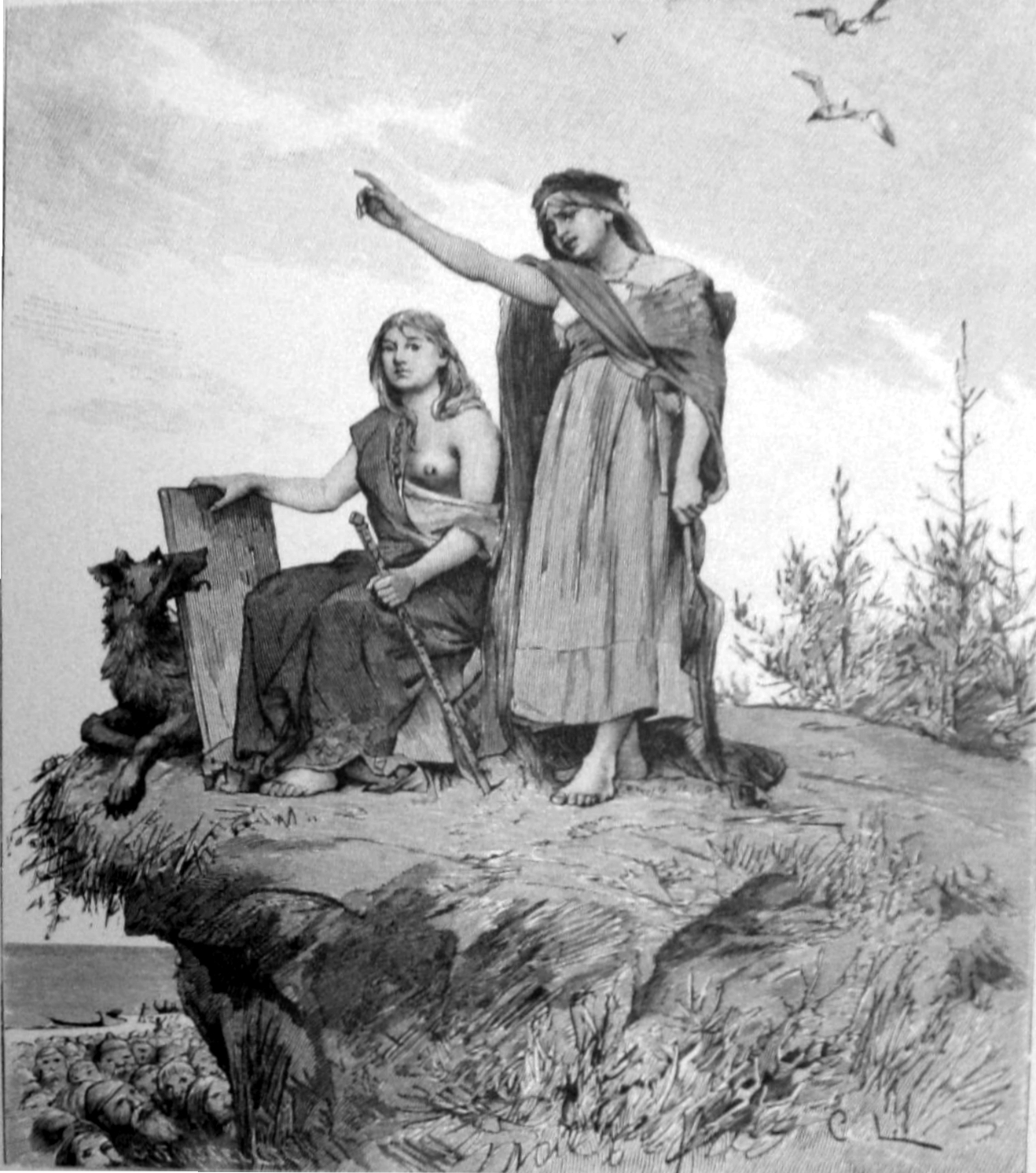
Twee Völva's (Gróa en Heiðr) en een hond boven een massa en vogels in de lucht
Carl Larsson, 1893

Heiðr (van het Oudnoordse glanzende of eer) is een Völva uit de Noordse mythologie. Heiðr is volgens Völuspá hin skamma (Hyndluljóð) een kind van de Jötun Hrímnir.
Ze wordt in een stanza van de Völuspá genoemd in relatie tot het verhaal over de oorlog tussen de Asen en de Wanen:
Heiðr werd zij geheten

waar zij een huis betrad

voorspelde Völva

toverkunst wetend

verdoolde de mensen

verdwaasde hun geest

was het best gezien

bij boze vrouwen

De Völva Heiðr is de verborgen kennis die de zelfzuchtigen boeit.
Er wordt aangenomen dat Heiðr de alternatieve naam voor de heks Gullveig is. Deze heks wordt in de stanza ervoor genoemd, en men meent dat op Freya wordt gedoeld. Soms wordt aangenomen dat de Völva, die het gedicht opdraagt, naar zichzelf verwijst.
Heiðr is ook een zieneres in enkele andere werken zoals Landnámabók, Hrólfs saga kraka en Örvar-Odds saga, waarin ze de dood van Örvar voorspelt.
Asen · Baldr · Bil · Billing · Bragi · Búri · Eir · Fjorgyn · Fosite · Freya · Freyr · Frigg · Fulla · Gefjun · Gerd · Gná · Gullveig · Heimdall/Rig · Hel · Hermod · Hlín · Hnoss · Hodr · Hœnir · Iðunn · Jörd · Lofn · Loki · Máni · Magni · Modi · Nanna · Njördr · Odin · Óðr · Rindr · Sága · Sif · Sigyn · Sjöfn · Skaði · Snotra · Sól · Syn · Thor · Týr · Ullr · Vali · Vár · Vé · Vili · Vidar · Vör · Wanen